# ファビオ・コエントラン
ファビオ・アレシャンドレ・ダ・シルヴァ・コエントラン（Fábio Alexandre da Silva Coentrão, 1988年3月11日 - ）は、ポルトガル・ヴィラ・ド・コンデ出身の元サッカー選手。ポジションはディフェンダー。

## 経歴

### クラブ

#### リオ・アヴェ
2004年、16歳の時に地元のリオ・アヴェFCの下部組織に入団し、2005年にトップチームに昇格した。2005-06シーズンのクラブは低迷してリーガ・デ・オンラ（2部）降格となったが、2006-07シーズンにレギュラーの座を掴んだ。チームはあと一歩のところでプリメイラ・リーガ（1部）昇格を逃したが、タッサ・デ・ポルトガルでは快進撃を続け、スポルティングCP戦 (2-1) では30ｍの距離からのミドルシュートを決めた。シーズン終了後にはリーガ・デ・オンラのブレイクスルー・プレーヤー・オブ・ザ・イヤーに選ばれ、スポルティングCPやSLベンフィカを含む多くのクラブがコエントラン獲得に興味を示した。

#### ベンフィカ
2007年7月、SLベンフィカに移籍した。2007-08シーズン前半戦はわずかな出場機会しか与えられず、2008年1月1日にマデイラ諸島のCDナシオナルに半年間の契約でレンタル移籍した。5月3日のFCポルト戦 (3-0) では2得点し、既にリーグ優勝を決めていたFCポルトから金星を挙げた。2008年夏にはオランダのフェイエノールトにレンタル移籍する寸前であったが、最終的にはスペインのレアル・サラゴサにレンタル移籍した。2部に降格したばかりのサラゴサでもほとんど出場機会を得られず、2009年1月には古巣リオ・アヴェFCにレンタル移籍した。2月15日のFCポルト戦では独力での突破から得点したが、試合には1-3で敗れた。
2009年夏にベンフィカに復帰し、12月2日のUEFAヨーロッパリーグ・BATEボリソフ戦 (2-1) では欧州カップ戦初得点を挙げた。2009-10シーズンからは新監督に就任したジョルジェ・ジェズスにより本来のサイドハーフから左サイドバックにコンバートされ、これが転機となり、公式戦通算43試合（2851分）に出場して飛躍的な成長を遂げたシーズンとなった。プリメイラ・リーガとタッサ・ダ・リーガの2冠を獲得し、個人的にはリーグのブレイクスルー・プレイヤー・オブ・ザ・イヤー (Breakthrough Player of the Year) を受賞した。2010年9月27日、クラブとの契約を2016年まで延長した。10月2日のUEFAチャンピオンズリーグ・リヨン戦 (4-3) では、ベンフィカ復帰後初の1試合2得点を達成した。

#### レアル・マドリード
2011年7月5日、レアル・マドリードと6年契約を結んだ。移籍金は3000万ユーロ。この契約とは関係なく、エセキエル・ガライがSLベンフィカに移籍した。7月16日、ロサンゼルス・ギャラクシーとのプレシーズンマッチでデビューし、カリム・ベンゼマの得点をアシストしてマン・オブ・ザ・マッチに選出された。スーペルコパ・デ・エスパーニャのFCバルセロナ戦ファーストレグが公式戦デビュー戦となり、2-2と拮抗していた後半途中にサミ・ケディラとの交代で途中出場した。この試合はセンターハーフとして出場したが、セカンドレグは左サイドバックとして先発出場した。8月28日、古巣レアル・サラゴサ戦でリーグデビューし、センターハーフとしてフル出場した。

#### ASモナコ
レアル・マドリードでは4シーズンで15回の負傷に苦しみ、またマルセロの控えに甘んじていたことから2015年8月26日にASモナコへレンタル移籍した。契約期間は1年間。モナコでは出場機会に恵まれ、コエントラン本人も一時はモナコへの完全移籍を示唆するコメントも残していたが、2016年4月の練習中に太ももに重傷を負い、手術を受けたことから全治は最大で6カ月前後とされ、モナコでの終盤戦およびUEFA EURO 2016も欠場することになった。

#### スポルティングCP
2017年7月5日、スポルティングCPへのレンタル移籍が発表された。契約期間は、2018年6月30日までとなっている。2017-2018シーズンは公式戦44試合に出場して復調をアピールしたが、シーズン終了後にスポルティングは完全移籍に動かず、2018年7月、レンタル契約満了に伴い、レアル・マドリードに復帰。

#### リオ・アヴェ復帰
しかしレアル・マドリードでは事実上の戦力外となっており、2018年8月には一時は行方不明とも報じられた。数日後にコエントランは報道を否定し、レアル・マドリードの練習場で練習に参加していることを明かした。契約期間も残り1年間となっていたことから、レアル・マドリードは8月31日、両者合意の上で契約解消したことを発表した。同日、古巣のリオ・アヴェFCはコエントランの復帰を発表した（契約詳細は非公表）。2018-19シーズンでイエローカード11枚とレッドカード2枚を受けたコエントランは、2019年6月30日に放出されたが、2019-20シーズンの開始に先立って新しいクラブを見つけることが出来ずに翌年1月29日に現役引退を表明したが、10月6日にリオ・アヴェが再び獲得を発表。チームに復帰した。7月に契約満了迎え退団した後は事実上引退状態にあったが、2022年、ポルトガルのYouTubeチャンネルのインタビューで、現在は現役を引退し漁師として働いていることを明かした。

### 代表

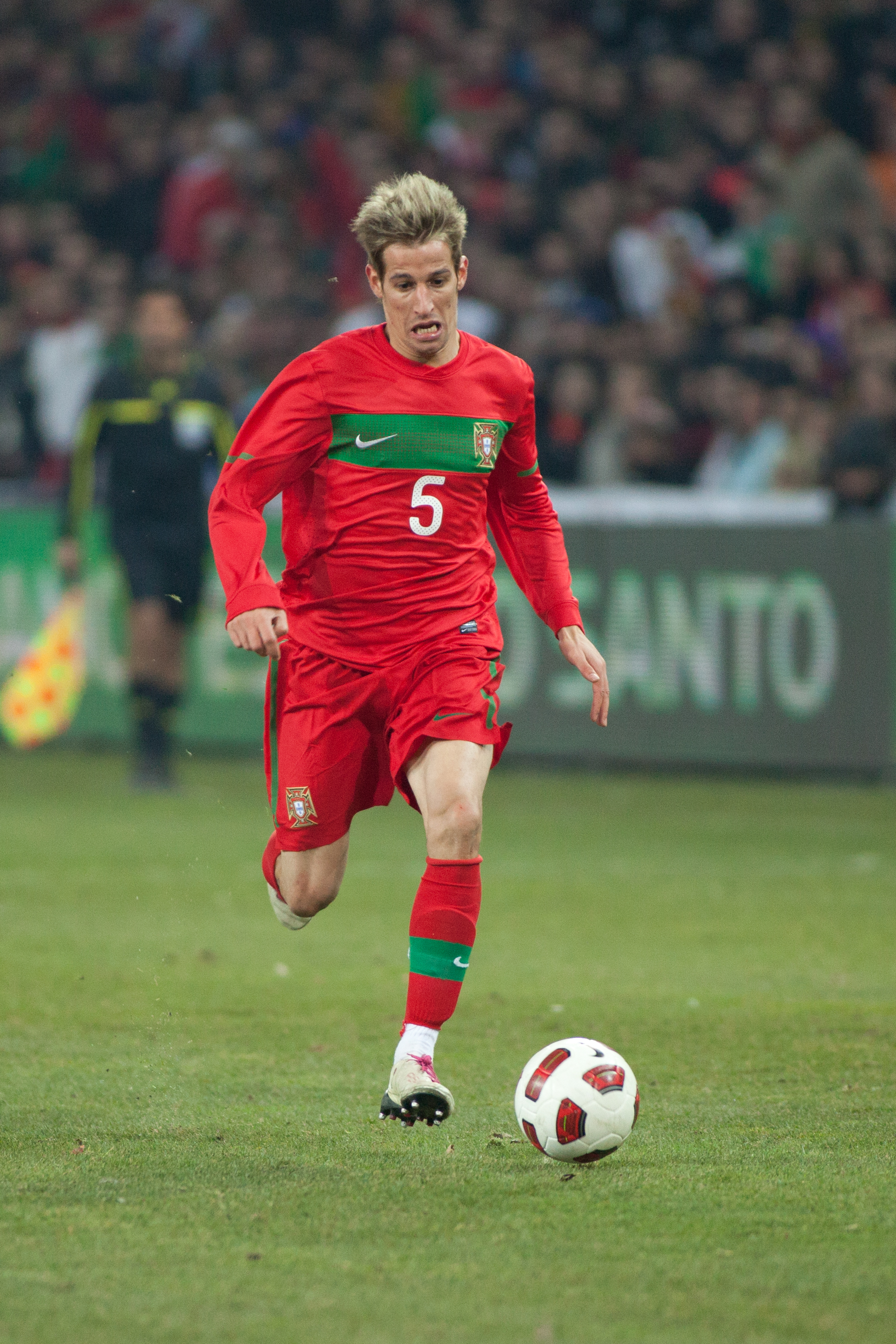
ポルトガル代表でのコエントラン

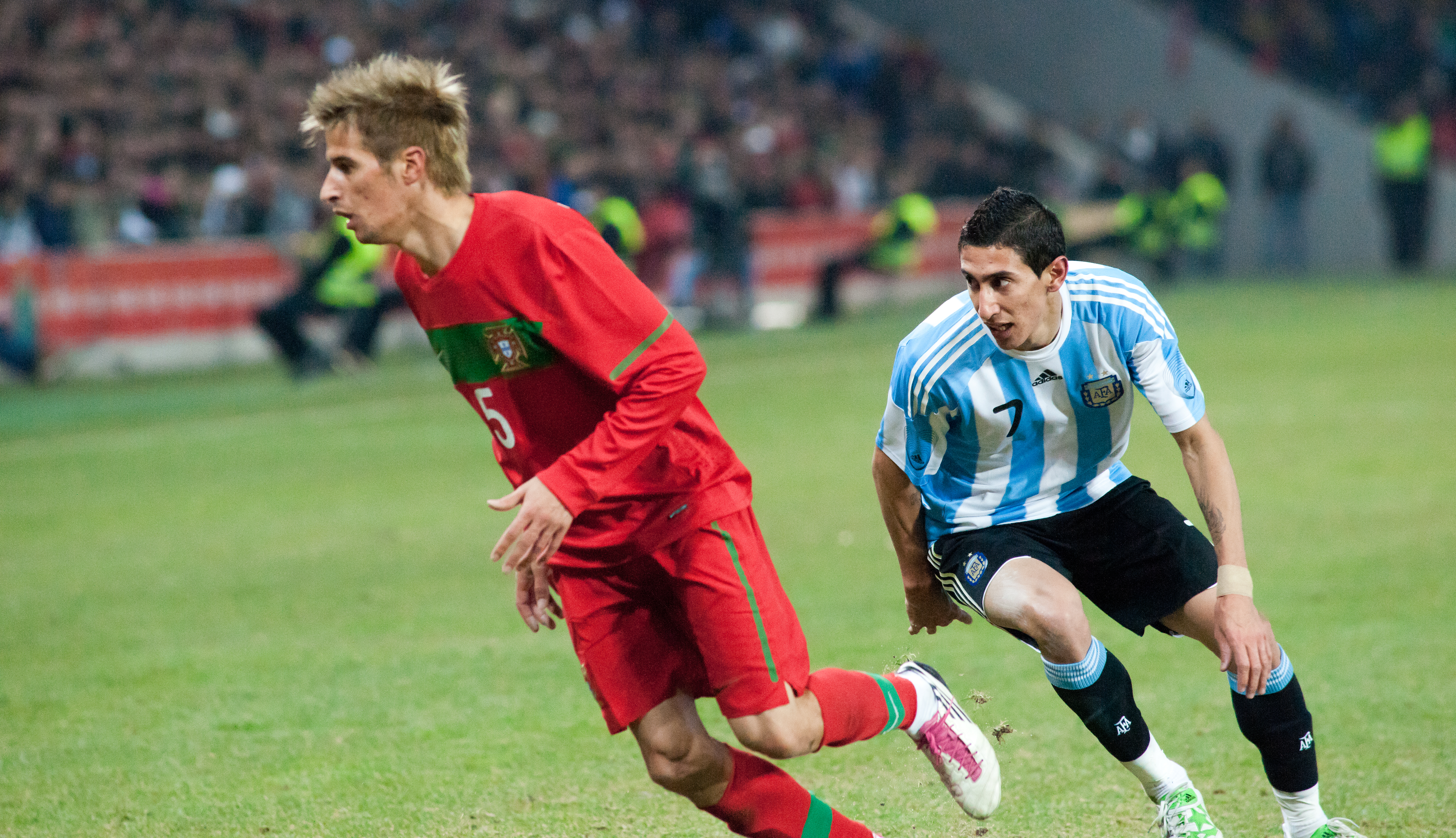
アルゼンチン代表との親善試合でアンヘル・ディ・マリア(右)をマークするコエントラン(左) （2011年2月9日）

#### 世代別代表
世代別ポルトガル代表の常連であり、2007年にU-20ポルトガル代表として出場したマデイラ・カップ (Madeira Cup) では得点王とMVPに輝いた。同年にはFIFA U-20ワールドカップにも出場し、U-21ポルトガル代表デビューも果たした。

#### フル代表
2009-10シーズン序盤はクラブで先発出場することは稀だったが、出場した試合では安定したプレーを見せたため、2009年11月に初めてポルトガル代表に選出された。11月14日にエスタディオ・ダ・ルスで行われた2010 FIFAワールドカップ・ヨーロッパ予選のボスニア・ヘルツェゴビナ戦でデビューし、後半から出場してデビュー戦を1-0の勝利で飾った。カルロス・ケイロス監督によって2010 FIFAワールドカップ出場メンバーにも選ばれ、セルジオ・ドゥダなどを差し置いて左サイドバックの定位置をつかむと、決勝トーナメント1回戦で敗退するまで全試合に出場した。
2011年8月10日のルクセンブルクとの親善試合で代表初得点を挙げた。
2017年9月3日にブダペストで行われた2018 FIFAワールドカップ・ヨーロッパ予選グループB・ハンガリー戦では697日ぶりにポルトガル代表としての出場を果たしたが、これが自身にとって最後の代表戦となった。

## 個人成績

### クラブ
- 2011年12月10日時点

| クラブ             | シーズン | 国内リーグ | 国内リーグ | 国内リーグ | 国内カップ1 | 国内カップ1 | 国内カップ1 | 国内リーグカップ | 国内リーグカップ | 国内リーグカップ | 欧州カップ | 欧州カップ | 欧州カップ | 通算 | 通算 | 通算     |
| クラブ             | シーズン | 出場       | 得点       | アシスト   | 出場        | 得点        | アシスト    | 出場             | 得点             | アシスト         | 出場       | 得点       | アシスト   | 出場 | 得点 | アシスト |
| ------------------ | -------- | ---------- | ---------- | ---------- | ----------- | ----------- | ----------- | ---------------- | ---------------- | ---------------- | ---------- | ---------- | ---------- | ---- | ---- | -------- |
| リオ・アヴェ       | 2004-05  | 1          | 0          | 0          | 0           | 0           | 0           | —                | —                | —                | —          | —          | —          | 1    | 0    | 0        |
| リオ・アヴェ       | 2005-06  | 3          | 1          | 0          | 1           | 0           | 0           | —                | —                | —                | —          | —          | —          | 4    | 1    | 0        |
| リオ・アヴェ       | 2006-07  | 25         | 4          | 0          | 2           | 0           | 0           | —                | —                | —                | —          | —          | —          | 27   | 4    | 0        |
| リオ・アヴェ       | 通算     | 29         | 5          | 0          | 3           | 0           | 0           | 0                | 0                | 0                | 0          | 0          | 0          | 32   | 5    | 0        |
| ベンフィカ         | 2007     | 3          | 0          | 0          | 0           | 0           | 0           | 3                | 0                | 0                | 1          | 0          | 0          | 7    | 0    | 0        |
| ベンフィカ         | 通算     | 3          | 0          | 0          | 0           | 0           | 0           | 3                | 0                | 0                | 1          | 0          | 0          | 7    | 0    | 0        |
| ナシオナル         | 2008     | 16         | 4          | 1          | 0           | 0           | 0           | 0                | 0                | 0                | 0          | 0          | 0          | 16   | 4    | 1        |
| ナシオナル         | 通算     | 16         | 4          | 1          | 0           | 0           | 0           | 0                | 0                | 0                | 0          | 0          | 0          | 16   | 4    | 1        |
| レアル・サラゴサ   | 2008     | 1          | 0          | 0          | 0           | 0           | 0           | —                | —                | —                | 0          | 0          | 0          | 1    | 0    | 0        |
| レアル・サラゴサ   | 通算     | 1          | 0          | 0          | 0           | 0           | 0           | —                | —                | —                | 0          | 0          | 0          | 1    | 0    | 0        |
| リオ・アヴェ       | 2009     | 16         | 3          | 2          | 0           | 0           | 0           | 0                | 0                | 0                | 0          | 0          | 0          | 16   | 3    | 2        |
| リオ・アヴェ       | 通算     | 16         | 3          | 2          | 0           | 0           | 0           | 0                | 0                | 0                | 0          | 0          | 0          | 16   | 3    | 2        |
| ベンフィカ         | 2009-10  | 26         | 0          | 9          | 2           | 1           | 0           | 4                | 1                | 0                | 13         | 1          | 1          | 45   | 3    | 10       |
| ベンフィカ         | 2010-11  | 23         | 2          | 2          | 5           | 1           | 0           | 2                | 0                | 0                | 14         | 2          | 1          | 44   | 5    | 2        |
| ベンフィカ         | 通算     | 49         | 2          | 11         | 7           | 2           | 0           | 6                | 1                | 0                | 27         | 3          | 1          | 89   | 8    | 12       |
| レアル・マドリード | 2011-12  | 20         | 0          | 2          | 5           | 0           | 0           | —                | —                | —                | 8          | 0          | 0          | 33   | 0    | 2        |
| レアル・マドリード | 2012-13  | 16         | 1          | 1          | 6           | 0           | 0           | —                | —                | —                | 8          | 0          | 0          | 30   | 1    | 1        |
| レアル・マドリード | 通算     | 36         | 1          | 3          | 11          | 0           | 0           | —                | —                | —                | 16         | 0          | 0          | 63   | 1    | 3        |
| 通算               | 通算     | 150        | 15         | 17         | 22          | 2           | 0           | 9                | 1                | 0                | 44         | 3          | 2          | 225  | 21   | 19       |

1スーペルコパ・デ・エスパーニャなどの大会を含む

## 代表歴

### 出場大会
- ポルトガル代表
  - 2010 FIFAワールドカップ
  - 2014 FIFAワールドカップ

### 試合数
- 国際Aマッチ 52試合 5得点（2009年-2017年）[28]

| ポルトガル代表 | 国際Aマッチ | 国際Aマッチ |
| 年             | 出場        | 得点        |
| -------------- | ----------- | ----------- |
| 2009           | 1           | 0           |
| 2010           | 10          | 0           |
| 2011           | 8           | 1           |
| 2012           | 12          | 0           |
| 2013           | 11          | 1           |
| 2014           | 5           | 2           |
| 2015           | 4           | 1           |
| 2016           | 0           | 0           |
| 2017           | 1           | 0           |
| 通算           | 52          | 5           |

### 得点
| # | 開催日        | 開催地                                                     | 対戦国         | スコア | 結果 | 大会                        |
| - | ------------- | ---------------------------------------------------------- | -------------- | ------ | ---- | --------------------------- |
| 1 | 2011年8月10日 | ファロ、エスタディオ・アルガルヴェ                         | ルクセンブルク | 3–0    | 5–0  | 親善試合                    |
| 2 | 2013年3月22日 | ラマト・ガン、ラマト・ガン・スタジアム                     | イスラエル     | 3–3    | 3–3  | 2014 FIFAワールドカップ予選 |
| 3 | 2014年3月5日  | レイリア、エスタディオ・ドクトル・マガリャンイス・ペソーア | カメルーン     | 3–1    | 5–1  | 親善試合                    |
| 4 | 2014年6月10日 | イーストラザフォード、メットライフ・スタジアム             | アイルランド   | 5–1    | 5–1  | 親善試合                    |
| 5 | 2015年3月29日 | リスボン、エスタディオ・ダ・ルス                           | セルビア       | 2–1    | 2–1  | UEFA EURO 2016予選          |

## タイトル

### クラブ
SLベンフィカ
- プリメイラ・リーガ：2009-10
- タッサ・ダ・リーガ：2009-2010, 2010-11

レアル・マドリード
- FIFAクラブワールドカップ：2014
- UEFAチャンピオンズリーグ：2013-14, 2016-17
- UEFAスーパーカップ：2014, 2016
- プリメーラ・ディビシオン：2011-12, 2016-17
- コパ・デル・レイ：2013-14

スポルティング・クルーベ・デ・ポルトゥガル
- タッサ・ダ・リーガ：2017-18

### 個人
- リーガ・デ・オンラ ブレイクスルー・プレイヤー・オブ・ザ・イヤー：2006-2007
- プリメイラ・リーガ ブレイクスルー・プレイヤー・オブ・ザ・イヤー：2009-2010
- プリメイラ・リーガ 月間最優秀若手選手：2009年10月, 2010年3月, 2010年4月, 2010年10月